# Simulium longirostre
Simulium longirostre är en tvåvingeart som beskrevs av John Smart 1972. I den svenska databasen Dyntaxa används istället namnet Simulium rostratum. Simulium longirostre ingår i släktet Simulium och familjen knott. Arten är reproducerande i Sverige. Inga underarter finns listade i Catalogue of Life.